# 白星のギャロップ
『白星のギャロップ』（はくせいのギャロップ）は、西連助による日本の漫画。ジョッキーを目指す少年たちの青春群像劇。2016年8月16日から2017年11月28日まで「マンガワン」にて連載された。コミックスは全3巻（裏少年サンデーコミックス）。

## 書誌情報
- 西連助 『白星のギャロップ』小学館〈裏少年サンデーコミックス〉、全3巻
  1. 2017年8月18日発売[1]、ISBN 978-4-09-127759-6
  2. 2017年10月12日発売[2]、ISBN 978-4-09-127814-2
  3. 2018年1月19日発売[3]、ISBN 978-4-09-128042-8